# Mutnik
Mutnik är ett samhälle i Bosnien och Hercegovina.   Det ligger i entiteten Federationen Bosnien och Hercegovina, i den nordvästra delen av landet, 230 km nordväst om huvudstaden Sarajevo. Mutnik ligger 292 meter över havet och antalet invånare är 2 733.
Terrängen runt Mutnik är platt åt sydväst, men åt nordost är den kuperad. Runt Mutnik är det ganska tätbefolkat, med 93 invånare per kvadratkilometer.. Närmaste större samhälle är Bihać, 16,5 km söder om Mutnik. 
Omgivningarna runt Mutnik är en mosaik av jordbruksmark och naturlig växtlighet.